# Agathis pappei
Agathis pappei är en stekelart som beskrevs av Nixon 1986. Agathis pappei ingår i släktet Agathis och familjen bracksteklar. Inga underarter finns listade i Catalogue of Life.